# 北海道長沼高等学校
北海道長沼高等学校（ほっかいどうながぬまこうとうがっこう、Hokkaido Naganuma High School）は、北海道夕張郡長沼町に所在する道立高等学校。

## 沿革
1958年1月、町立長沼高等学校（全日制課程普通科2学級）の設置認可された。4月、旧札幌開発建設部車庫と事務所を改修し、仮校舎として「町立長沼高等学校」開校した。7月、現在地である東4線北13番地に土地を購入し、4年計画で新校舎建設を着工した。12月に新校舎第1期工事が完成し、後日、仮校舎から新校舎に移転した。1959年1月、長沼高等学校の位置変更認可された。校舎第2期工事（5月着工）が同年11月完成し、1960年校舎第3期工事（5月着工）、同年12月に校舎が完成した。1974年8月から1976年10月までの間に校舎改築工事を実施した。その後も柔剣道場や体育館改築や水泳プールが完成した。1992年6月に新校舎第1期工事が着工、1993年2月に新校舎第2期工事が着工した。11月、現在の校舎が完成し移転した。
- 1957年（昭和32年）- 設置認可[2]。
- 1958年（昭和33年）- 仮校舎にて町立長沼高等学校が開校、新校舎に移転[1]。
- 1959年（昭和34年）- 家庭科1学級設置、校舎第2期工事完成[1]。
- 1960年（昭和35年）- 家庭科廃止、普通科3学級編成、校舎第3期工事着工、校舎完成[1]。
- 1961年（昭和36年）- 道立移管により北海道長沼高等学校と改称[1]。
- 1964年（昭和39年）- 家政科1学級増設[1]。
- 1974年（昭和49年）- 校舎改築第1期工事完成[1]。
- 1975年（昭和50年）- 校舎改築第2期工事完成[1]。
- 1976年（昭和51年）- 校舎改築第3期工事完成[1]。
- 1979年（昭和54年）- 柔剣道場完成[1]。
- 1984年（昭和59年）- 体育館改築工事完成[1]。
- 1989年（平成元年）- 水泳プール完成[1]。
- 1991年（平成3年）- 校訓制定、家政科募集停止[1]。
- 1992年（平成4年）- 新校舎第1期工事着工[1]。
- 1993年（平成5年）- 新校舎第2期工事着工、家政科閉科、新校舎完成し移転[1]。
- 1994年（平成6年）- 新校舎改築完成[1]。
- 2005年（平成17年）- 普通科1学級減[1]。
- 2008年（平成20年）- 高木記念館改修工事完了[1]。
- 2021年（令和3年）- 道立学校教育情報通信ネットワーク環境整備工事完了[1]。
- 2022年（令和4年）- トイレ洋式化改修工事完了[1]。

## 教育目標
「『まおいの心』を育てる」
- 自ら（ま）なぶ - 基礎学力の充実に努め、自ら学ぶ意欲を持たせる[3]。
- 他を（お）もいやる - 自己を律する心を育て、他を思いやる態度を培う[3]。
- （い）きる - 健康で明るい心身を養い、活力ある生活を目指す[3]。
- 感動する（心）- 美しいものに感動する心を育て、豊かな感性を磨く[3]。

## 教育課程
- 全日制課程
  - 普通科

## 学校行事
学校行事は以下の通り。
- 4月 - 始業式、入学式、対面式、到達度テスト
- 5月 - 専門学校・大学・企業見学会（3年）
- 6月 - 前期中間考査
- 7月 - 学校祭、遠足、夏季休業前集会、夏季休業、インターンシップ（2年）
- 8月 - 夏季休業明け集会
- 9月 - 前期期末考査、選択科目ガイダンス（1・2年）
- 10月 - 後期全校集会、到達度テスト（1・2年）、マラソン大会、見学旅行（2年）
- 11月 - 後期中間考査
- 12月 - 球技大会、到達度テスト（1・2年）、冬季休業
- 1月 - 後期期末考査（3年）
- 2月 - 家庭学習（3年）、後期期末考査（1･2年）
- 3月 - 卒業式、模擬面接（1･2年）、修了式、学年末休業

## 部活動・外局
| 運動部 - 卓球部 - バドミントン部 - ゴルフ部 - サッカー部 | 文化部 - 美術部 - 吹奏楽部 - 茶道部 |

外局
- 図書局
- 放送局
- 新聞局

## 交通アクセス
バス
- ジェイ・アール北海道バス（所要時間：約30分）

JR北広島駅より乗車、「長沼高校前」停留所下車、徒歩1分。
- 北海道中央バス（所要時間：約17分）

JR由仁駅より乗車、「東町」停留所下車、徒歩7分。
- デマンドバス（所要時間：約15分）

南幌町方面から乗車、「長沼高校前」停留所下車、徒歩1分。

## 著名な出身者
- 鈴井貴之 - 俳優、タレント、映画監督、CREATIVE OFFICE CUE創業者・代表取締役会長。